# 帕默群島
帕默群島（英語：Palmer Archipelago）是南極洲的群島，位於南極半島西北岸對開南大洋海域，與南設得蘭群島相距45公里，最高點海拔2,821米，島嶼幾乎完全被冰雪永久覆蓋。

## 島嶼
該群島的島嶼包括︰
- 阿博特島
- 昂韋爾島
- 布拉班特島
- 巴夫島
- 奇奧尼斯島
- 克里斯蒂安尼亞群島
- 丘科韋澤爾島
- 科巴萊斯庫島
- 科莫倫特島
- 戴維斯島
- 杜默島
- 德里姆島
- 哈弗韋島
- 赫米特島
- 漢貝爾島
- 傑納斯島
- 勒庫安特島
- 利奇菲爾德島
- 列日島
- 梅爾基奧群島
- 俄林島
- 斯佩爾特島
- 斯皮尤姆島
- 托格森島
- 陶爾島
- 特里尼蒂島
- 圖哈默克島
- 沃爾沙姆岩
- 溫克島
- 約克島
- 齊格扎格島

## 圖片

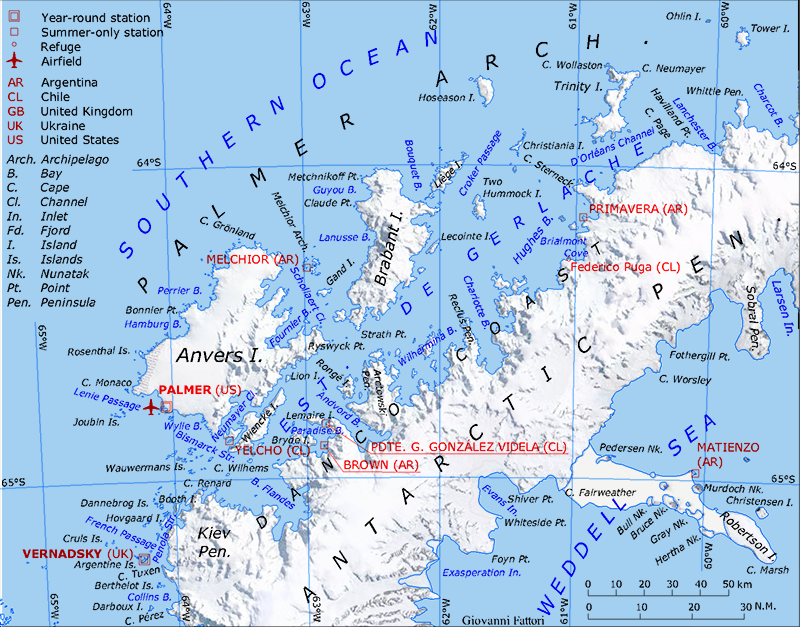
傑拉許海峽和帕默群島的地圖
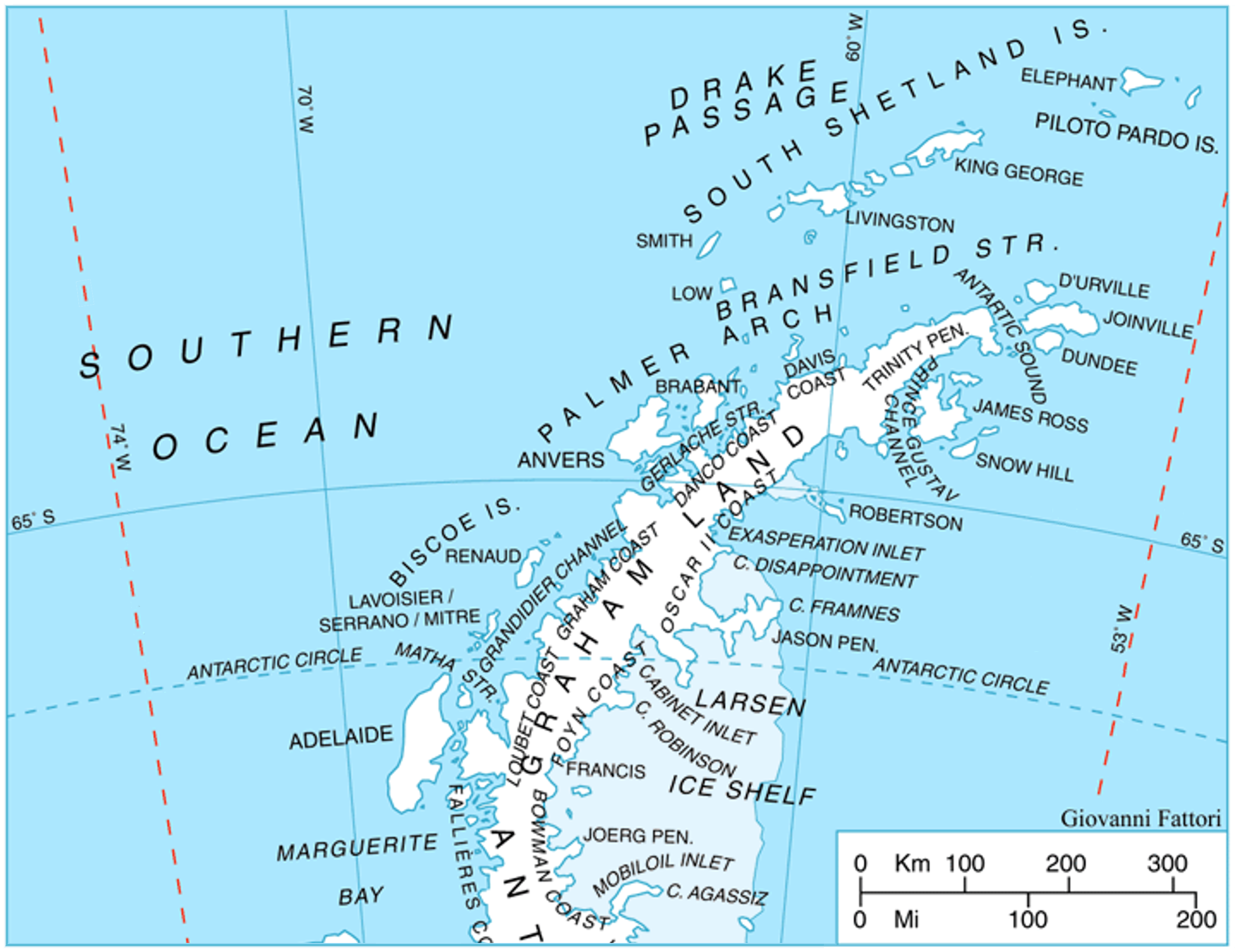
帕默群島

## 外部連結
维基共享资源上的相關多媒體資源：帕默群島